# 8713-as mellékút (Magyarország)
A 8713-as számú mellékút egy közel tizenöt kilométer hosszú, négy számjegyű országos közút Vas vármegye nyugati részén; Nárai és Pornóapáti települések számára biztosít közúti összeköttetést úgy keleti irányban, a megyeszékhely Szombathely és a 86-os főút felé, mint nyugati szomszédjuk, a már Ausztriához tartozó Németlövő felé is.

## Nyomvonala
A 8707-es útból ágazik ki, annak 24+100-as kilométerszelvénye közelében, a Szombathelyhez tartozó Újperint központjában. Északnyugati irányban indul, Temesvár utca néven, majd mintegy 600 méter után éles irányváltással délnyugatnak fordul. Nagyjából 1,3 kilométer után elhagyja Újperint utolsó házait is, 3,5 kilométer megtételét követően pedig kilép Szombathely közigazgatási területéről. Innen Nárai területén folytatódik, amelynek szinte azonnal a lakott területére is belép, a Petőfi Sándor utca nevet felvéve.
A község központjában, a 4,750-es kilométerszelvénye táján egy kereszteződéshez ér: dél felől, Ják irányából itt torkollik bele a 8715-ös út, 5,3 kilométer megtétele után. Innen még nagyjából egy kilométeren át húzódik belterületen – változatlan néven –, majd kilép Nárai házai közül, 7,7 kilométer után pedig el is éri a település határszélét. Egy rövid szakaszon Nárai és Ják határán húzódik, majd teljesen jáki területre ér, de ez csak egy rövidke szakaszt jelent: a 8+650-es kilométerszelvényétől már Pornóapáti területén folytatódik.
Pornóapáti legkeletibb házait 12,4 kilométer teljesítése után éri el, ott a Fő utca nevet veszi fel. A központban, a 13+150-es kilométerszelvénye táján keresztezi a 8714-es utat, amely a község déli szélétől indulva, Bucsuig húzódva köti össze a szűkebb környék határfalvait, és itt mintegy 1,5 kilométer megtételén jár túl. Pár lépéssel ezután az út keresztezi a Pinka folyását, nem sokkal ezután pedig ki is lép a település lakott területéről.
Kevéssel a 14. kilométerének elérése előtt elhalad az egykori Őrmajor településrész mára meglehetősen romossá vált épületegyüttese mellett, nem sokkal ezután pedig, az országhatárhoz érve véget is ér a kilométer-számozása. [A határátlépést csak az útburkolat jellegének változása jelzi.] Maga az út változatlan irányban folytatódik Ausztriában, a burgenlandi Németlövő (Deutsch-Schützen) területén, és alig pár lépéssel az államhatár átlépése után beletorkollik a B56-os számozású főútba.
Teljes hossza, az országos közutak térképes nyilvántartását szolgáló kira.gov.hu adatbázisa szerint 14,183 kilométer.

## Települések az út mentén
- Szombathely-Újperint
- Nárai
- (Ják)
- Pornóapáti